# Sømna
Sømna – norweska gmina leżąca w regionie Nordland.
Sømna jest 334. norweską gminą pod względem powierzchni.

## Demografia
Według danych z roku 2005 gminę zamieszkuje 2075 osób. Gęstość zaludnienia wynosi 10,76 os./km². Pod względem zaludnienia Sømna zajmuje 337. miejsce wśród norweskich gmin.
| ludność stan na 1 stycznia 2005 |         |           |       |
|                                 | kobiety | mężczyźni | razem |
| osób                            | 1022    | 1053      | 2075  |
| %                               | 49,25%  | 50,75%    | 100%  |

| wykształcenie stan na 1 października 2004 |        |         |        |        |
|                                           | podst. | średnie | wyższe | niezn. |
| osób                                      | 443    | 932     | 239    | 23     |
| %                                         | 27,06% | 56,93%  | 14,6%  | 1,41%  |

## Edukacja
Według danych z 1 października 2004:
- liczba szkół podstawowych (norw. grunnskolar): 2
- liczba uczniów szkół podst.: 357

## Władze gminy
Według danych na rok 2011 administratorem gminy (norw. rådmann) jest Signar Kristoffersen, natomiast burmistrzem (norw. ordfører, d. borgermester) jest Edmund Dahle.